# Ceintrey
Ceintrey és un municipi francès situat al departament de Meurthe i Mosel·la i a la regió del Gran Est. L'any 2007 tenia 780 habitants.

## Demografia

### Població
El 2007 la població de fet de Ceintrey era de 780 persones. Hi havia 294 famílies, de les quals 56 eren unipersonals (20 homes vivint sols i 36 dones vivint soles), 107 parelles sense fills, 119 parelles amb fills i 12 famílies monoparentals amb fills.
La població ha evolucionat segons el següent gràfic:
Habitants censats

### Habitatges
El 2007 hi havia 332 habitatges, 295 eren l'habitatge principal de la família, 11 eren segones residències i 26 estaven desocupats. 298 eren cases i 32 eren apartaments. Dels 295 habitatges principals, 251 estaven ocupats pels seus propietaris, 39 estaven llogats i ocupats pels llogaters i 5 estaven cedits a títol gratuït; 8 tenien dues cambres, 34 en tenien tres, 70 en tenien quatre i 184 en tenien cinc o més. 217 habitatges disposaven pel capbaix d'una plaça de pàrquing. A 112 habitatges hi havia un automòbil i a 159 n'hi havia dos o més.

### Piràmide de població
La piràmide de població per edats i sexe el 2009 era:
| Homes | Edats   | Dones |
| ----- | ------- | ----- |
| 0     | 95 o +  | 0     |
| 0     | 90 a 94 | 4     |
| 4     | 85 a 89 | 0     |
| 0     | 80 a 84 | 4     |
| 16    | 75 a 79 | 40    |
| 24    | 70 a 74 | 4     |
| 8     | 65 a 69 | 28    |
| 12    | 60 a 64 | 12    |
| 24    | 55 a 59 | 4     |
| 20    | 50 a 54 | 28    |
| 24    | 45 a 49 | 16    |
| 32    | 40 a 44 | 32    |
| 20    | 35 a 39 | 12    |
| 44    | 30 a 34 | 32    |
| 28    | 25 a 29 | 44    |
| 32    | 20 a 24 | 20    |
| 20    | 15 a 19 | 12    |
| 16    | 10 a 14 | 24    |
| 24    | 5 a 9   | 24    |
| 20    | 0 a 4   | 52    |

## Economia
El 2007 la població en edat de treballar era de 525 persones, 399 eren actives i 126 eren inactives. De les 399 persones actives 377 estaven ocupades (199 homes i 178 dones) i 22 estaven aturades (9 homes i 13 dones). De les 126 persones inactives 46 estaven jubilades, 47 estaven estudiant i 33 estaven classificades com a «altres inactius».

### Ingressos
El 2009 a Ceintrey hi havia 309 unitats fiscals que integraven 817,5 persones, la mediana anual d'ingressos fiscals per persona era de 19.297 €.

### Activitats econòmiques
Dels 33 establiments que hi havia el 2007, 1 era d'una empresa alimentària, 2 d'empreses de fabricació d'altres productes industrials, 5 d'empreses de construcció, 9 d'empreses de comerç i reparació d'automòbils, 2 d'empreses de transport, 2 d'empreses d'hostatgeria i restauració, 1 d'una empresa d'informació i comunicació, 2 d'empreses immobiliàries, 2 d'empreses de serveis, 3 d'entitats de l'administració pública i 4 d'empreses classificades com a «altres activitats de serveis».
Dels 11 establiments de servei als particulars que hi havia el 2009, 1 era una oficina de correu, 2 tallers de reparació d'automòbils i de material agrícola, 3 fusteries, 2 perruqueries, 1 restaurant i 2 agències immobiliàries.
Dels 2 establiments comercials que hi havia el 2009, 1 era una botiga de més de 120 m² i 1 una botiga de menys de 120 m².
L'any 2000 a Ceintrey hi havia 5 explotacions agrícoles.

## Equipaments sanitaris i escolars
L'únic equipament sanitari que hi havia el 2009 era una ambulància.
El 2009 hi havia una escola elemental integrada dins d'un grup escolar amb les comunes properes formant una escola dispersa.

## Poblacions més properes
El següent diagrama mostra les poblacions més properes.